# Earth & Sky (Graham Nash)
| Recensione              | Giudizio |
| ----------------------- | -------- |
| AllMusic                |          |
| OndaRock                |          |
| Dizionario del Pop-Rock |          |

Earth & Sky è un album del cantante inglese Graham Nash, pubblicato dalla Capitol Records il 15 febbraio 1980.

## Tracce
Lato A
Testi e musiche di Graham Nash.
1. Earth & Sky – 3:34
2. Love Has Come – 3:47
3. Out on the Island – 4:16
4. Skychild – 3:53
5. Helicopter Song – 2:43

Lato B
Testi e musiche di Graham Nash, eccetto dove indicato.
1. Barrel of Pain (Half-Life) – 5:21
2. T.V. Guide – 1:54 (Joe Vitale, Graham Nash)
3. It's All Right – 3:12
4. Magical Child – 3:40
5. In the 80's – 3:05

## Formazione
- Graham Nash - voce, pianoforte, Fender Rhodes, chitarra acustica, armonica a bocca, chitarra elettrica, organo Hammond
- Joe Walsh - chitarra
- David Lindley - chitarra ritmica
- David Crosby - chitarra acustica, cori
- Joe Vitale - batteria, flauto, percussioni, timpani, pianoforte, organo Hammond, sintetizzatore
- Craig Doerge - pianoforte, Fender Rhodes, organo Hammond
- Steve Lukather - chitarra
- Tim Drummond - basso, contrabbasso
- Stephen Stills - chitarra
- Russ Kunkel - batteria, percussioni
- Joel Bernstein - chitarra
- Joe Lala - percussioni
- John Brennan - chitarra
- Jackson Nash - armonica a bocca
- Cece Bullard, Armando Hurley, Jackson Browne, Brenda Eager, Nicolette Larson, Gloria Coleman - cori

Note aggiuntive
- Graham Nash e Stanley Johnston - produttori
- Registrazioni effettuate al Britannia Studios e The Sound Labs (Hollywood, CA); Devonshire Studios (Burbank, CA); Rudy Records e Wally Heider Studios (San Francisco, CA)
- Stanley Johnston - ingegnere delle registrazioni
- Steve Gursky - ingegnere delle registrazioni
- Ronnie Albert - ingegnere delle registrazioni
- Howie Albert - ingegnere delle registrazioni
- Jerry Hudgins - ingegnere delle registrazioni
- Mixaggi effettuati al Rudy Records ed al Devonshire Studios
- Masterizzato al Capitol Records da Wally Traugott
- Gary Burden e Joel Bernstein - grafica album
- Joel Bernstein - fotografie[5]

## Classifica
Album
| Anno | Classifica    | Posizione raggiunta |
| ---- | ------------- | ------------------- |
| 1980 | Billboard 200 | 117                 |